# Етінгер Яків Якович
Яків Якович Етінгер (рос. Яков Яковлевич Этингер, 12 серпня 1929 року, Мінськ — 5 серпня 2014 року, Москва) — радянський і російський історик-африканіст, політолог, публіцист, громадський діяч, доктор історичних наук, професор.

## Сім'я
Справжні батьки: батько — Лазар Якович Сітерман, відомий в Білорусі професор-терапевт. У 1916 році він закінчив медичний факультет Тартуського університету. Під час першої світової війни служив військовим лікарем у російській армії, а потім в Червоній Армії. Багато років був асистентом в терапевтичній клініці медичного факультету Білоруського університету, а потім завідував кафедрою пропедевтики внутрішніх хвороб Мінського медичного інституту. Професор, доктор медичних наук, заслужений діяч науки БРСР. Автор книг і статей, головним чином по серцево-судинним захворюванням.
Мати — Віра Соломонівна була із заможної родини — її батько, Соломон Ліфшиц, був відомим філантропом, в Мінську на його кошти була побудована лікарня для бідних. Її дід, прадід Якова, Григорій Ліфшиц, був широко відомий в торгово-промислових колах Росії, був купцем Першої гільдії. Під час російсько-турецької війни 1877—1878 років він як інтендант займався постачанням російської армії обмундируванням. Віра Соломонівна закінчила вищий навчальний заклад для жінок в дореволюційній Росії — Бестужівські курси в Петербурзі.
Батьки загинули під час Голокосту — батько в 1941 році, мати в 1942 році. Їхній син Яків був врятований нянею Марією Петрівною Харецькою. У 1997 році рішенням комісії з присвоєння звання Праведника народів світу, створеної при Національному інституті пам'яті катастрофи і героїзму Яд ва-Шем в Єрусалимі, вона удостоєна посмертно звання праведника світу і нагороджена медаллю Праведника народів світу за те, що в роки фашистської окупації ризикувала своїм життям заради переслідуваних євреїв. Її ім'я висічене на Стіні пошани в Алеї праведників Яд ва-Шем.
Прийомні батьки, — лікарі Яків Гилярієвич Етінгер, друг його батька, і його дружина Ревекка Костянтинівна Вікторова — усиновили його в 1947 році. Я. Г. Етінгер був доктором медичних наук, професором, завідувачем кафедри Другого медичного інституту, консультантом лікувально-санітарного управління Кремля, відомим кардіологом.
Яків в знак вдячності до них взяв нові батькові та прізвище. М. П. Харецька жила в їхній родині аж до смерті в 1961 році.

## «Справа лікарів»
Прийомні батьки були заарештовані напередодні «справи лікарів». Я. Г. Етінгер, заарештований в 1950 році, помер в Лефортовській в'язниці в 1951 році, перенісши під час ув'язнення 29 серцевих нападів, десять з яких відбувалися в кабінеті слідчого. Р. К. Вікторова, заарештована в 1951 році, була засуджена до 10 років позбавлення волі, звільнена в 1954 році.
Яків Якович Етінгер також був заарештований в 1950 році і також знаходився в Лефортовській в'язниці. Причому, майже півроку — в одиночній камері. Неодноразово піддавався побиттю. За звинуваченням в антирадянській діяльності він був засуджений до 10 років ув'язнення в особливий табір. Спочатку його відправили етапом на Колиму, але з одного з пересильних таборів повернули в Лефортово, де знову почалися допити, метою яких було вибити свідчення для фабрикації «справи лікарів» 1953 року. Яків вистояв. Після перебування в Лефортовській в'язниці був відправлений до Вятлагу (Кіровська область), де в найтяжчих умовах працював на лісоповалі. Звільнений в кінці 1954 року.

## Освіта
Яків Етінгер закінчив в 1948 році зі срібною медаллю середню школу, був студентом-екстерном історичного факультету МГУ. Після звільнення з ув'язнення відновлений на історичному факультеті МГУ, який закінчив в 1956 році. У 1961 році став кандидатом, а в 1970 році — доктором історичних наук. Професор.

## Наукова діяльність
З 1956 по 1989 рік працював в Інституті світової економіки і міжнародних відносин (ІСЕМВ) Академії наук СРСР, де пройшов шлях від бібліотекаря до головного наукового співробітника. Один з найбільших російських африканістів. Автор 10 книг і близько 500 статей з міжнародно-політичними і етнічними проблемами країн Африки та Азії. Багато робіт видані за кордоном. Почесний член семи зарубіжних академій.

## Громадська діяльність
У КПРС ніколи не перебував. З 1989 року на пенсії. У 1988 році був одним з організаторів товариства «Меморіал»; входив до складу його оргкомітету та першої робочої колегії.
В кінці 1980-х — початку 1990-х років — співголова Московського об'єднання жертв політичних репресій. Був членом правління створеного А. Д. Сахаровим суспільно-політичного клубу «Московська трибуна». Був заступником голови, утвореної у 1990 році правозахисної асоціації «Громадянський мир»; членом ради керуючих Міжнародної асоціації істориків з вивчення коренів, причин і наслідків сталінізму в Росії та інших країнах; і членом Міжнародної федерації прав людини в Парижі. Брав участь у створенні науково-освітнього центру «Голокост», що займається вивченням злочинів нацистів в роки Другої світової війни щодо євреїв.
Один з ініціаторів створення в 1990 році Асоціації євреїв — колишніх в'язнів гетто і фашистських концтаборів, член Ради цієї асоціації. Був членом Ради міжнародного союзу громадських об'єднань євреїв — колишніх в'язнів фашизму, організованого в січні 2000. Учасник багатьох міжнародних конференцій і семінарів з питань прав людини, проблемам антисемітизму і нацизму в сучасному світі. Протягом останніх 10 років свого життя неодноразово виступав з лекціями в наукових центрах Західної Європи, США, Ізраїлю, а також в Раді Європи в Страсбурзі в 1992.

## Публіцист
У 90-х роках опублікував в російській і зарубіжній пресі велику кількість статей з проблем сталінізму, політичних репресій в СРСР і антисемітизму в Радянському Союзі. Автор, зокрема, багатьох публікацій про «справу лікарів». Статті друкувалися в газетах і журналах Росії, США, Німеччини, Англії, Франції, Італії, Ізраїлю, Іспанії, Нідерландів, Бельгії, Греції, Фінляндії, Угорщини, Японії, Естонії, Латвії. Багато писав про небезпеки, пов'язані з активізацією фашистських і профашистських кіл, зі зростаючою діяльністю ряду організацій екстремістського толку, що створюють в суспільстві атмосферу тривоги і страху. Я. Я. Етінгер постійно виступав проти публікацій і відкритого продажу антисемітської літератури. Був постійним автором «Міжнародної єврейської газети» («МЕГ»). У 2003 був визнаний читачами «Кращим автором» МЕГ «-2003».

## Праці
Експансія ФРН в арабських країнах та Африці. М., 1962.
Політичні проблеми африканської єдності. М., 1967
Міждержавні відносини в Африці. М., 1972
Міждержавні організації країн Азії і Африки. М., 1976.
Це неможливо забути: Спогади / Ред. О. А. Зимарина. — М., 2001..
Від Голокосту до Беслана: Збірник статей на політичні теми М., 2004